# Bernská univerzita
Univerzita v Bernu či Bernská univerzita (německy Universität Bern, francouzsky Université de Berne, latinsky Universitas Bernensis) je německojazyčná univerzita založená v roce 1834 ve švýcarském Bernu ve stejnojmenném kantonu.
Škola má osm fakult, přibližně 150 ústavů a devět interdisciplinárních a transdisciplinárních kompetenčních center.
Pět tematických priorit Univerzity v Bernu je: udržitelnost, zdraví a medicína, hmota a vesmír, mezikulturní znalosti, jakož i politika a správa.
Bernská univerzita má přední mezinárodní postavení ve vybraných oblastech vědy, jako je vesmírný výzkum. Výuka a výzkum jsou interdisciplinární.

## Struktura

### Fakulty
Univerzita je rozdělena do následujících osmi fakult:
- Teologická fakulta
- Právnická fakulta
- Fakulta hospodářských a sociálních věd
- Lékařská škola
- Fakulta veterinárního lékařství (Vetsuisse)
- Filosoficko-historická fakulta
- Fakulta filosoficko-humanitních studií
- Filosoficko-přídovědná fakulta

## Počty studujících
| Akademický rok | 1990/1991 | 1995/1996 | 2000/2001 | 2005/2006 | 2009/2010 | 2013/2014 | 2014/2015 | 2015/2016 | 2016/2017 | 2017/2018 | 2018/2019 |
| -------------- | --------- | --------- | --------- | --------- | --------- | --------- | --------- | --------- | --------- | --------- | --------- |
| Studentů       | 9 746     | 9 918     | 10 193    | 12 174    | 14 926    | 16 989    | 17 428    | 17 430    | 17 514    | 17 882    | 18 019    |
| Akademický rok | 2019/2020 | 2020/2021 | 2021/2022 | 2022/2023 |           |           |           |           |           |           |           |
| Studentů       | 18 576    | 19 230    | 19 441    | 19 297    |           |           |           |           |           |           |           |

## Členové univerzity

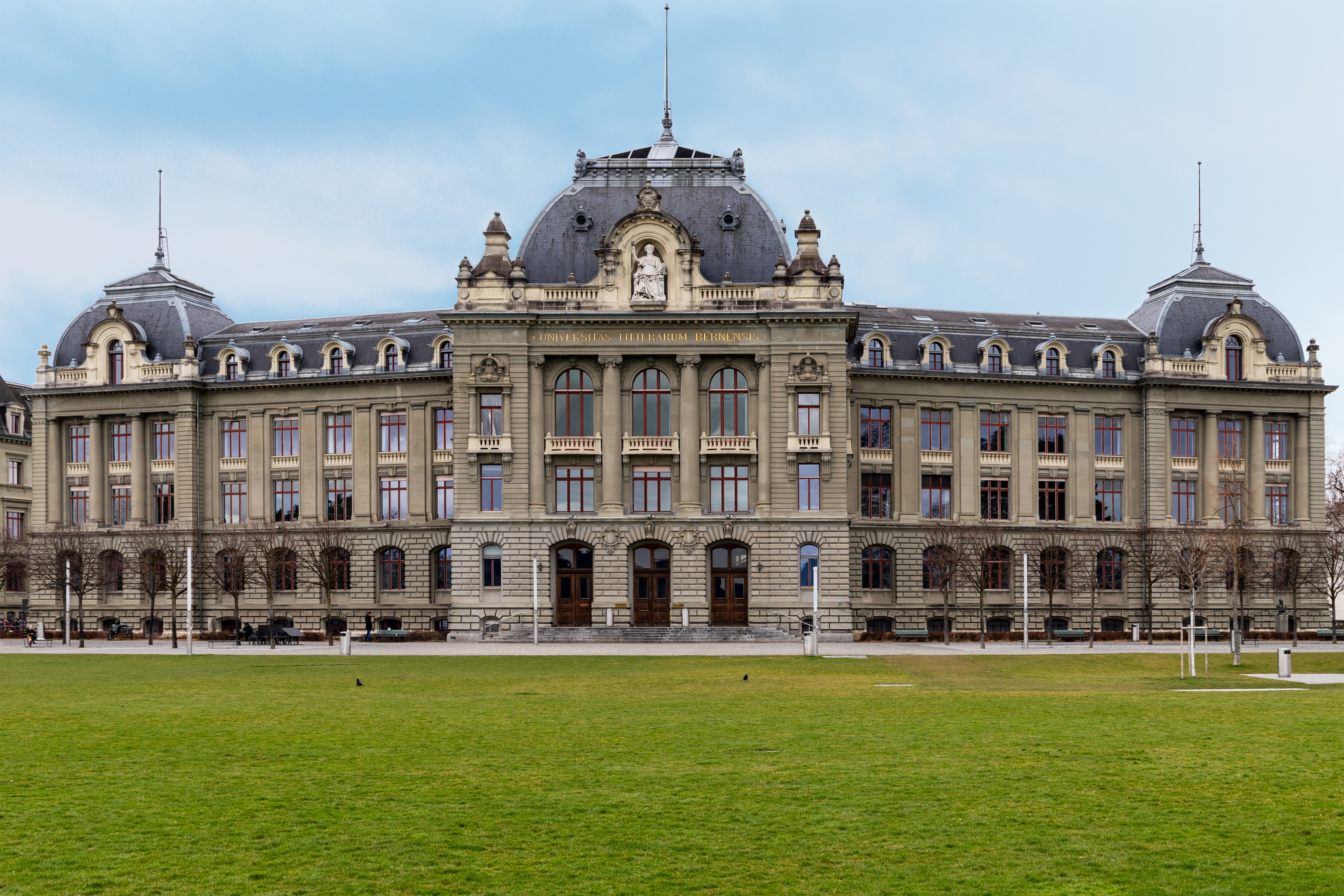
Hlavní budova Bernské univerzity (2019)

### Profesoři
Profesoři na univerzitě v Bernu hráli průkopnickou roli v některých oblastech vědy. Anna Tumarkinová z Ruska byla první profesorkou v Evropě, která testovala doktorandy a postdoktorandy. Doktor Gabriel Gustav Valentin byl prvním židovským profesorem, který zastával křeslo na německy mluvící univerzitě. Theodor Oskar Rubeli byl společně odpovědný za založení první veterinární fakulty na světě a fyzik Hans Oeschger propagoval výzkum klimatu pomocí analýzy ledových jader.

#### Teologie
Urs von Arx, Eduard Bähler, Fritz Barth, Angela Berlisová, Hans Bietenhard, Fritz Buri, Rudolf Dellsperger, Walter Dietrich, Eduard Güder, Kurt Guggisberg, Wilhelm Hadorn, Eduard Herzog, Karl Bernhard Hundeshagen, Albert Immer, Christine Janowski, Ernst Friedrichghans, Ulrich Luz, Samuel Lutz, Ulrich Neuenschwander, Alfred de Quervain, Adolf Schlatter, Matthias Schneckenburger, Silvia Schroerová, Kurt Stalder, Lukáš Vischer, Adolf Thürings, Klaus Wegenast, Martin Werner, Eduard Zeller

#### Práva
Carl Hilty, Karl Ferdinand Theodor Hepp, Eugen Huber, Jörg Paul Müller, Walther Munzinger, Virgile Rossel, Carl Stooss

#### Lékařství
Marcel Henry Bickel, Luc Ciompi, Ulrich Frey, Hans Guggisberg, Jakob Klaesi, Emil Theodor Kocher, Hugo Kronecker, Theodor Langhans, Ludwig Lichtheim, Maurice Edmond Müller, Marco Mumenthaler, Alexander von Muralt, Fritz de Quervain, Harald Reuter, Ettore Ross, Hermann Sahli, Gabriel Gustav Valentin, Ewald Weibel

#### Humanitní vědy
Andreas Alföldi, Heinrich Baumgartner, Josef Deér, Arnold Esch, Olof Gigon, Otto von Greyerz, Georges Grosjean, Erich Gruner, Karl Hagen, Walter Henzen, Walther Hofer, Max Huggler, Hans Jucker, Ricarda Liver, Christian Pfister, Gonzague de Reynold, Willy Theiler, Édouard Tièche, Ignaz Paul Vitalis Troxler, Anna Tumarkin, Urs Martin Zahnd, Paul Zinsli

#### Přírodní vědy
Fritz Baltzer, Johann Duerst, Albert Einstein, Eduard Fischer, Ludwig Fischer, Aimé Forster, Heinrich Greinacher, Hugo Hadwiger, Volkmar Kohlschütter, Bruno Messerli, Manfred Milinski, Hans Oeschger, Ludwig Schläfli, Bernhard Studer, Theophil Studer, Heinrich von Wild, Hugo Mohl, Gertrud Woker

#### Ekonomie
Alfred Amonn, Hansruedi Müller, Norbert Thom, Max Weber

#### Ostatní
Theodor Oskar Rubeli

### Význační absolventi
| - Christian Aebersold – orientační pracovník a lékař - Karl Barth – teolog a „Církevní otec 20. století“ - Ernst Bärtschi – politik, starosta Bernu a Národní rada - Carl Baudenbacher – právník a předseda soudu ESVO - Georg von Békésy – biofyzik, Nobelova cena ve fyziologii / medicíně 1961 - Walter Benjamin – filozof a literární kritik - Ruth Bietenhard – spisovatelka a novinářka - Richard Bing – kardiolog a hudební skladatel - Basilio Mario Biucchi – politik a univerzitní profesor - Eduard Blösch – národní radní a předseda švýcarského federálního soudu - Hans Blum – spisovatel a právník - Rudolf Bohren – teolog - Pierre-André Bovey – skladatel a flétnista - John le Carré – spisovatel - Pierre César – křesťansko-katolický pastor a spisovatel - Abram Moissejewitsch Deborin – filozof - Andreas Dorschel – filozof - Friedrich Dürrenmatt – spisovatel - David Farbstein – právník a první židovský národní radní ve Švýcarsku - René Fasel – prezident Mezinárodní hokejové federace a člen IOK - Théophile-Rémy Frêne – pastor a učenec - Markus Feldmann – politik a Federální rada - Bruno Gehrig – ekonom a předseda představenstva Švýcarska - Niklaus Gerber – chemik a průkopník švýcarského mlékárenského průmyslu - Hans Gerny – katolický biskup - Rudolf Gnägi – politik a Federální rada - Charles Albert Gobat – Nobelova cena míru 1902 - Jeremias Gotthelf – spisovatel a pastor - Lazar Grünhut – rabín a spisovatel, sionistický aktivista - Emma Graf – aktivistka za práva žen a učitelka středních škol - Ulrich Gygi – generální ředitel Swiss Post a předseda představenstva SBB - Karl Howald – pastor a kronikář - František Iška – český starokatolický teolog - Thomas Jordan – ekonom a člen představenstva Švýcarské národní banky | - Jechezkel Kaufmann – filozof a teolog - Emil Theodor Kocher – lékař a vědec, Nobelova cena ve fyziologii / medicíně 1909 - Peter Lampe – teolog - Stefan Lombriser – ekonom, filozof a sportovec - Adolfo Lutz – tropická medicína a epidemiolog - Mani Matter – skladatel a právník - Kurt Marti – pastor a spisovatel - Martin Meyer – politik a vládní rada - Eduard Müller – politik a Federální rada - Werner Munzinger – africký průzkumník - Simone Niggli-Luder – mistryně světa v orientačním běhu - Ulrich Ochsenbein – federální radní a generál, zakládající otec švýcarského státu - Edith Pechey – lékařka a aktivistka za práva žen - Rolf Reber – psycholog - Karl Rikli – evangelický ministr a ředitel semináře učitelského semináře v Mnichově v Buchsee - Tobias Rötheli – ekonom - Johann Peter Romang – kněz, teolog a univerzitní přednášející - Iris von Roten – právnička, novinářka a aktivistka za práva žen - Klaus Skullin – pastor, politik a spisovatel - Karl Schenk – politik a Federální rada - Karl Scheurer – politik a Federální rada - Samuel Schmid – politik a Federální rada - Samuel Schumacher – evangelický duchovní a první pietista ve Švýcarsku - Johann Heinrich Schweizer – univerzitní přednášející v Curychu - Jakob Stämpfli – politik a federální radní, právník a novinář - Adolf von Steiger – starosta Bernu, Rada států a kancléř - Helene Stöcker – redaktorka, pacifistka a feministka - Hans Martin Sutermeister – lékař, politik a svobodný myslitel - Daniel Vasella – předseda představenstva a generální ředitel společnosti Novartis - Nikolaj Velimirović – srbský pravoslavný biskup a světec - Carl Vogt – vědec a politik - Benedikt Weibel – generální ředitel SBB - Kurt Wüthrich – chemik a laureát Nobelovy ceny za chemii 2002 - Jean Ziegler – sociolog, politik a autor literatury faktu - Thomas Zurbuchen – astrofyzik, vědecký ředitel NASA |

## Srovnání
Univerzita v Bernu je nyní jednou ze 150 nejlepších univerzit na světě. Ve světovém žebříčku QS World University Rankings za rok 2020 je na 123. příčce.  Dělí se o 101. – 150m.Místo s dalšími univerzitami po celém světě v žebříčku 2019 v Shanghai-Ranking. V žebříčku Leiden-Ranking v roce 2019 byla celosvětově na 181. příčce. V žebříčku Times Higher Education Ranking 2020 byla Bernská univerzita na 113. místě. 